# Phyllocnistis phrixopa
Phyllocnistis phrixopa là một loài bướm đêm thuộc họ Gracillariidae, known from Maharashtra và Karnataka, Ấn Độ. Ấu trùng ăn Casearia esculenta, và Casearia multinervosa.